# Număr Leyland
În matematică, un număr Leyland este un număr de forma
{\displaystyle x^{y}+y^{x}}
în care x și y  sunt numere întregi mai mari decât 1. Au fost denumite de Richard Crandall și Carl Pomerance după matematicianul britanic Paul Leyland. Numerele x și y pot fi egale sau diferite. Primele numere Leyland sunt 
8, 17, 32, 54, 57, 100, 145, 177, 320, 368, 512, 593, 945, 1124.
corespunzător lui
22 + 22 = 4 + 4 = 8;
23 + 32 = 17;
24 + 42 = 32;
33 + 33 = 54;
25 + 52 = 57;
26 + 62 = 100 ș.a.m.d.
Cerința ca x și y să fie mai mari decât 1 este importantă, deoarece fără ea fiecare număr întreg pozitiv ar fi un număr Leyland de forma x1 + 1x. De asemenea, datorită proprietății de comutativitate a adunării, condiția  x ≥ y este de obicei adăugată pentru a evita rezultate duble în șirul de numere Leyland (așadar avem 1 < y ≤ x).

## Număr prim Leyland
Numerele Leyland care sunt și numere prime se numesc prime Leyland . Primele numere prime Leyland sunt 
17, 593, 32993, 2097593, 8589935681, 59604644783353249, 523347633027360537213687137, 43143988327398957279342419750374600193, ... 
corespunzător lui
32+23, 92+29, 152+215, 212+221, 332+233, 245+524, 563+356, 3215+1532.
Cel mai mare număr prim Leyland cunoscut este numărul 51226753 + 67535122, care este un număr cu circa 25 mii de cifre.

## Număr Leyland de al doilea fel
Un număr Leyland de al doilea fel (din engleză; Leyland number of the second kind)  este un număr de forma
{\displaystyle x^{y}-y^{x}}
în care x și y  sunt numere întregi mai mari decât 1. Primele astfel de numere Leyland sunt:
0, 1, 7, 17, 28, 79, 118, 192, 399, 431, 513, 924, 1844, 1927, 2800, 3952, 6049, 7849, 8023, 13983, 16188, 18954, 32543, 58049, 61318, 61440, 65280, 130783, 162287, 175816, 255583, 261820, ... 
Un număr prim Leyland de al doilea fel (din engleză; Leyland prime of the second kind) este un număr Leyland de al doilea fel care este și număr prim. Primele astfel de numere Leyland:
7, 17, 79, 431, 58049, 130783, 162287, 523927, 2486784401, 6102977801, 8375575711, 13055867207, 83695120256591, 375700268413577, 2251799813682647, ... 